# Bantouzelle
Bantouzelle é uma comuna francesa na região administrativa de Altos da França, no departamento do Norte. Estende-se por uma área de 7.45 km². Em 2010 a comuna tinha 438 habitantes (densidade: 58,8 hab./km²).